# Agrostis montevidensis
Agrostis montevidensis é uma espécie de gramínea do gênero Agrostis, pertencente à família Poaceae.